# Olaf Aakrann
Olaf Aakrann, né le 3 septembre 1856 à Elverum et mort le 1er mai 1904 à Kongsvinger, est un peintre norvégien.

## Biographie
Olaf Aakrann naît le 3 septembre 1856 à Elverum,.
Il fréquente l'école technique de Göteborg, apprend les métiers d'ingénieur et de lithographe, puis suit des cours de peinture auprès d'Erik Werenskiold et de Gerhard Munthe à Christiania (aujourd'hui Oslo) vers 1890. Enfin, de 1893 à 1896, il fréquente l'école de peinture de Kristian Zahrtmann à Copenhague. Pour poursuivre sa formation, il entreprend également des voyages à l'étranger, qui le mènent à Vienne, Berlin et en 1898 à Paris. Il travaille notamment comme paysagiste.